# Mirosternus carinatus
Mirosternus carinatus är en skalbaggsart som beskrevs av Sharp 1881. Mirosternus carinatus ingår i släktet Mirosternus och familjen trägnagare. Inga underarter finns listade i Catalogue of Life.